# Restituta von Afrika

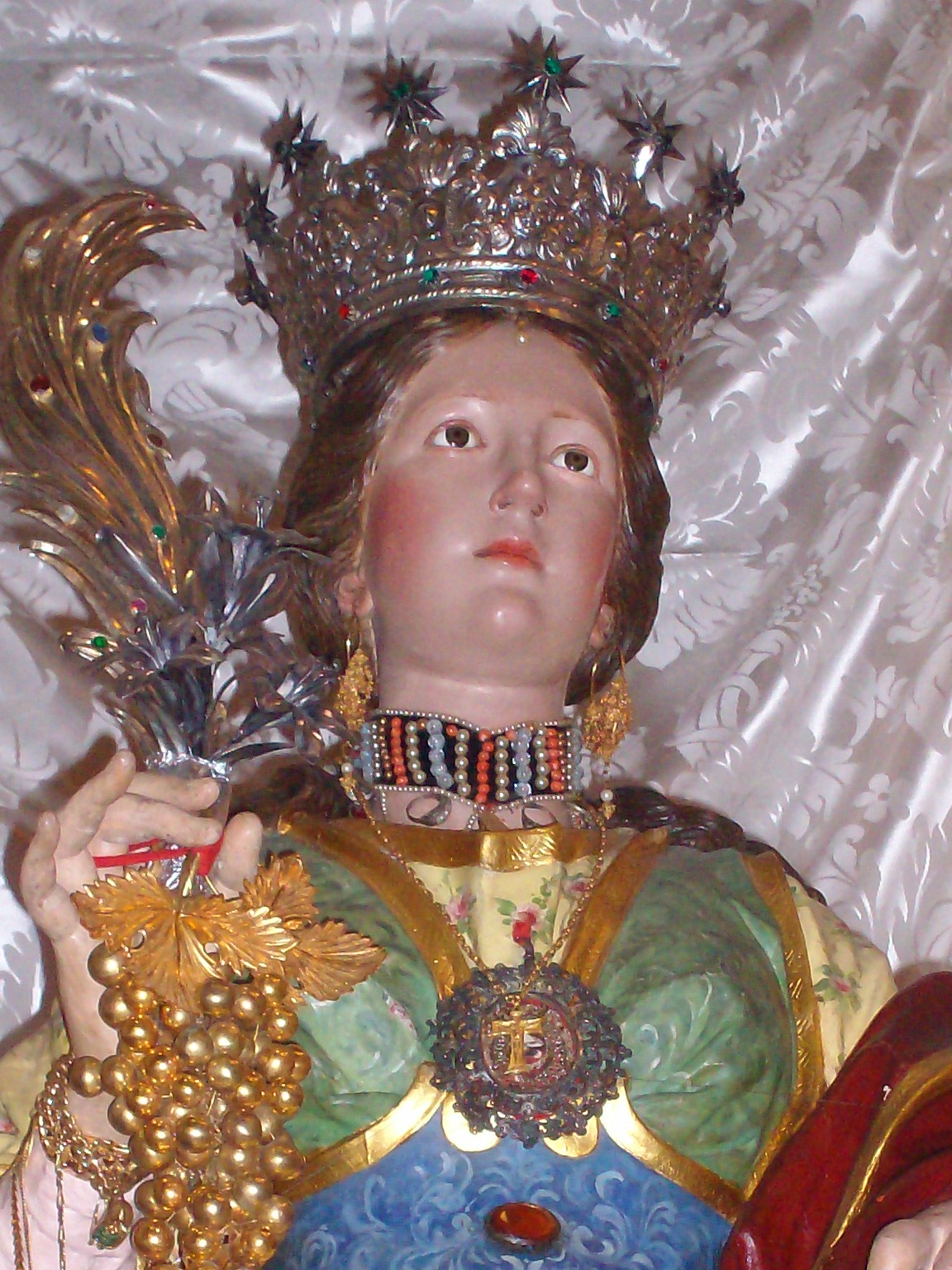
Die hl. Restituta, polychrome Büste von 1711

Restituta von Afrika († 255 oder 304), auch Restituta von Karthago, Restituta von Teniza oder Restituta von Bizerta genannt, war eine christliche Jungfrau und Märtyrin. Die römisch-katholische Kirche und die orthodoxen Kirchen verehren sie als Heilige.

## Leben
Restituta soll in Karthago, in Hippo Diarrhytus (heute Bizerta, Tunesien) oder in Teniza (dem heutigen Ras Djebel, vielleicht liegt hier auch eine Verwechslung mit dem Ort ihres Todes vor) geboren sein und unter Valerian oder Diokletian das Martyrium erlitten haben. Zum genauen Ort und der genauen Zeit ihres Martyriums fehlen exakte historische Angaben. Restituta gehörte möglicherweise zu den Märtyrern der heiligen Bücher, einer nordafrikanischen Märtyrergruppe um Dativus, Saturninus und andere. Es wird auch vermutet, dass sie eine Schülerin des Cyprian von Karthago war, der ebenfalls den Märtyrertod starb.

## Überlieferung
Dem neapolitanischen Proprium zufolge fand ihr Martyrium in Ponizara, nach anderen Quellen in Karthago oder in Teniza statt. Die Verurteilung erfolgte wegen ihres christlichen Bekenntnisses und ihrer Ablehnung der Verehrung der heidnischen Götter durch den Richter Proculus. Eine spätere mittelalterliche Überlieferung, die von Pietro Suddiacono im 10. Jahrhundert berichtet wurde und Ähnlichkeiten mit den Viten der hll. Devota, Reparata und Torpes aufweist, führt an, Restituta sei nach Folterung auf ein Boot gebracht worden, das mit Pech und Harz gefüllt war. Anschließend wurde das Boot in Brand gesteckt. Sie selbst wurde durch das Feuer nicht verletzt, sondern es erfasste diejenigen, die sie zu verbrennen versuchten. Als Restituta um Gottes Hilfe bat, wurde ihr ein Engel gesandt, um ihr Boot zu der Insel Aenaria (heute Ischia) zu leiten. Es landete in der Bucht des heutigen San Montano, und als das Boot das Ufer berührte, erblühte der Strand mit weißen Lilien. Die Überlieferung berichtet weiter, dass eine Christin namens Lucina von dem Engel und dem Boot geträumt habe. Als sie zum Strand ging, fand sie den strahlenden und unversehrten Leichnam Restitutas. Lucina rief die Bevölkerung zusammen und Restituta wurde feierlich am Fuße des Monte Vico in Lacco Ameno beerdigt, wo ihr eine Basilika geweiht wurde. Über die Bucht von San Montano schrieb Caroline von Humboldt am 8. August 1817 in Lacco Ameno:

„Wir fanden letzt im Meeressande eine Unzahl weißer Lilien am Ufer. Eine alte Sage geht auf der Insel, dass da, wo die Lilien am Ufer blühen, der Leichnam der heiligen Restituta gefunden ward, die Schutzpatronin der Insel ist und dem stärkendsten Wasser ihren Namen beigelegt hat. Man habe, sagt man, die Lilien in die Fruchtgärten verpflanzen wollen, allein sie kommen nur in dem Sande des Meeres und an der Stelle fort.“

Die Lilien, bei denen es sich um Dünen-Trichternarzissen, sogenannte Strandlilien (Pancratium maritimum) handelte, die manchmal mit der biblischen Rose von Scharon gleichgesetzt werden, kommen am Strand der Bucht von San Montano heute nicht mehr vor.

## Verehrung

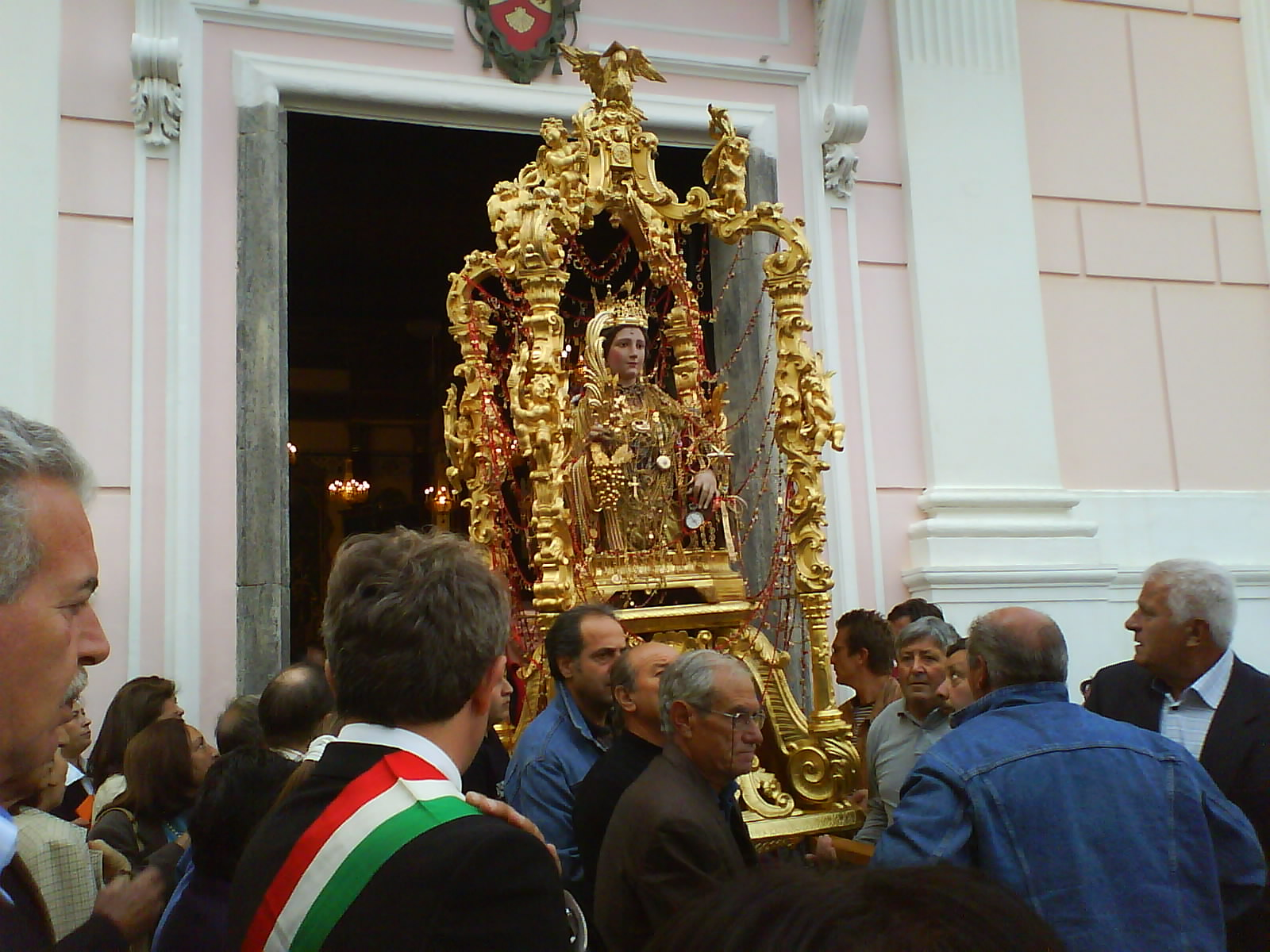
Prozession in Lacco Ameno

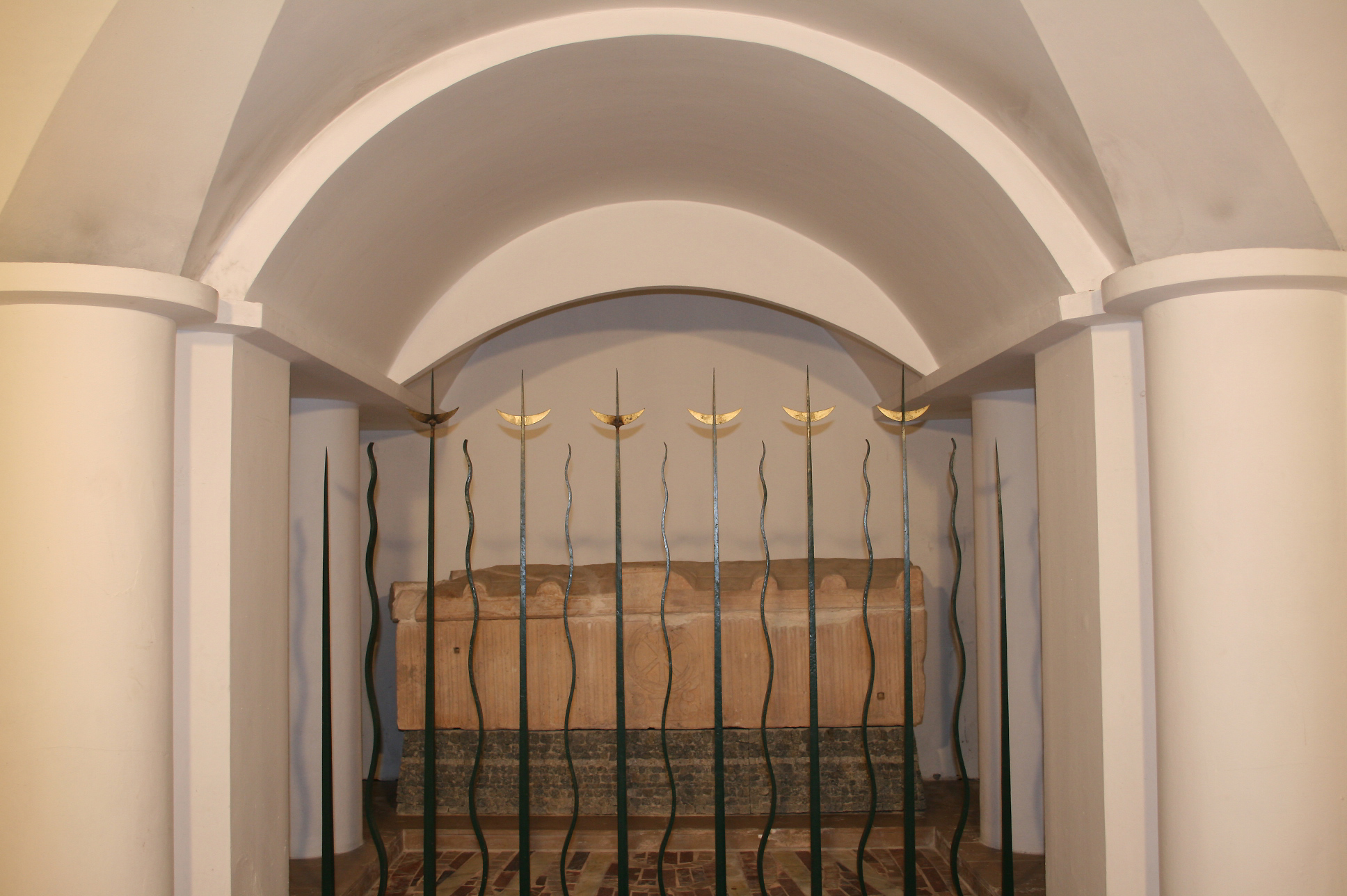
Reliquar der hl. Restituta in Calenzana

Bereits im 5. Jahrhundert existierte in Lacco Ameno eine christliche Gemeinde und verehrte Restituta. Tatsächlich dürfte die Ausbreitung der Verehrung Restitutas von Nordafrika nach Italien historisch mit der Vertreibung der Athanasianer aus Nordafrika durch Geiserich, den arianischen König der Vandalen, zu erklären sein. Ihre Reliquien wurden möglicherweise im 5. Jahrhundert durch Gaudiosus von Neapel nach Neapel gebracht, als dieser Nordafrika verlassen musste.
Die Kirche Santa Restituta wurde im 6. Jahrhundert in Neapel errichtet und ihrem Patrozinium geweiht. Am selben Ort wurde im 13. Jahrhundert die Kathedrale von Neapel erbaut. In Karthago ist der Heiligen eine Kirche geweiht. Eine Krypta, die mit der hl. Restituta in Verbindung gebracht wird, befindet sich bei Cagliari, in der Nachbarschaft von Stampace. Dort wurde die Chiesa di Santa Restituta errichtet. Möglicherweise wurden ihre Reliquien von nordafrikanischen Flüchtlingen im 6. Jahrhundert hierher gebracht, die Originalinschrift dazu ist verloren gegangen.
Der Gedenktag der Heiligen in der Liturgie der katholischen Kirche und der orthodoxen Kirchen ist der 17. Mai. Gemeinsame Gedenktage der Märtyrer der heiligen Bücher sind der 11. Februar oder 12. Februar im Martyrologium Romanum und im Martyrologium von Karthago sowie der 7. Januar im Evangelischen Namenkalender.
Am Strand von San Montano auf Ischia wird die wundersame Anlandung der Reliquien, die dort stattgefunden haben soll, alljährlich nachgestellt, gewöhnlich mit Hunderten von Zuschauern. Am 17. Mai findet eine Prozession mit ihrem Heiligenbild über das Meer statt. Der übliche Weg führt dabei vom Landesteg in Lacco Ameno zunächst westlich in Richtung Punta Caruso und dann nach Casamicciola Terme. Am 18. Mai wird ihre Statue durch die Straßen des Ortes getragen, wobei diese mit Gold und Edelsteinen bedeckt ist, die von Gläubigen gestiftet wurden. Das Fest wird um Mitternacht mit einem Feuerwerk beendet.
Restituta wurde 1984 durch Papst Johannes Paul II. zur Schutzheiligen von Calenzana und der Balagne erklärt. Die Heilige ist ferner die Schutzpatronin von Lacco Ameno und des Bistums Ischia. Sie wird auf der Insel Ischia und vor allem in Lacco Ameno besonders verehrt. Eine Holzstatue der hl. Restituta befindet sich dort in der ihr geweihten Kirche. Das Fest der Heiligen wird als ältestes Patronatsfest der Insel vom 16. bis 18. Mai gefeiert. Der Ort wird dafür einer langen Tradition entsprechend mit Girlanden und Lichtern geschmückt, ferner werden Stände mit Kunsthandwerk aufgebaut. Außerdem ist Restituta Schutzpatronin von Oricola.
In der christlichen Ikonographie wird die hl. Restituta in einem brennenden Schiff stehend dargestellt, manchmal sind dabei über ihr Engel abgebildet oder es sind die ersten Worte der Antiphon Veni, sponsa Christi accipe coronam, quam tibi Dominus preparavit in aeternum („Komm, Braut Christi und empfange die Krone, die der Herr dir bereitet hat in Ewigkeit“) zu lesen. Die wundersame Translation des Leichnams der Restituta wurde von Luca Giordano in einem Druck dargestellt, eine Zeichnung der Begebenheit wird Francesco Solimena zugeschrieben.

## Musik

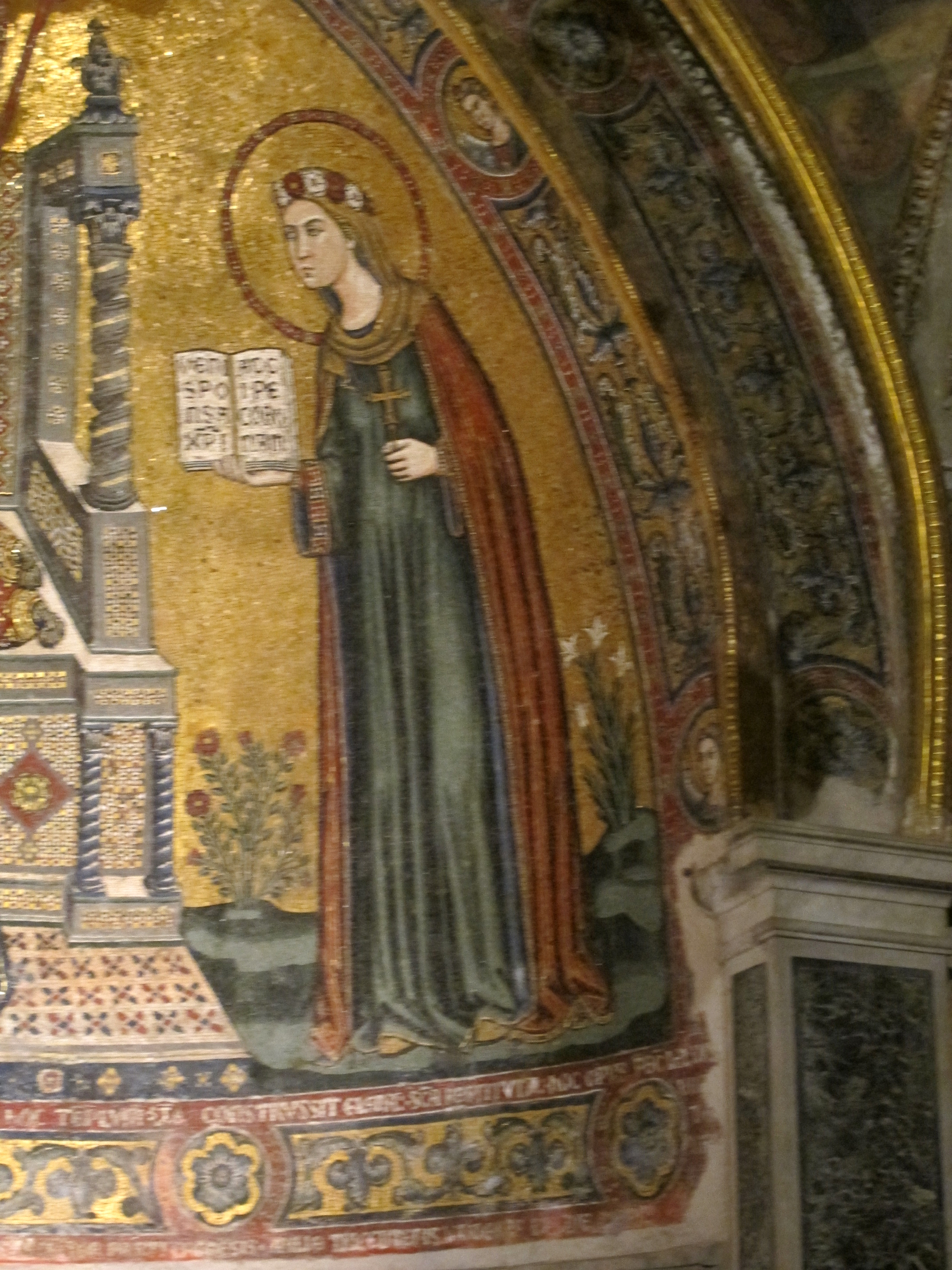
Die hl. Restituta mit den Attributen Kreuz und Buch mit den ersten Worten der Antiphon Veni sponsa Christi

Inspiriert durch die Heiligenvita, komponierte Alphonse de Lamartine 1842 das Werk Le lis du golfe de Santa Restituta dans l’île d’Ischia.